# Baby-Baby-Baby
"Baby-Baby-Baby" é uma canção do grupo americano TLC. Foi o segundo single do seu álbum de estreia, Ooooooohhh... On the TLC Tip e seu segundo Top 10 consecutivo. Ele foi o mais bem sucedido single do álbum, atingindo o número 2 da Billboard Hot 100 e número 1 na Hot R&B/Hip-Hop Songs, dando-lhes o primeiro Single No.1 naquele gráfico.

## Antecedentes e curiosidades
"Baby-Baby-Baby" foi escrita e produzida por Babyface, L.A. Reid e Daryl Simmons. A música apresenta vocais de T-Boz, Left Eye e Chilli, embora seja a primeira música a não conter um rap de Left Eye.
Um sample de "Baby-Baby-Baby" foi posteriormente utilizado pelo rapper Bow Wow para seu single "You Can Get It All". A música de Bow Wow foi produzida por Jermaine Dupri, que também apareceu no vídeo "Baby-Baby-Baby".

## Desempenho comercial
"Baby-Baby-Baby" foi impedido de ser número 1 na Billboard Hot 100 dos EUA pela música "End of the Road", de Boyz II Men, e ficou em segundo lugar por seis semanas consecutivas de 15 de agosto a 19 de setembro de 1992 Ele também alcançou o número um na parada de Billboard Hot R&B/Hip-Hop Songs.
"Baby-Baby-Baby" terminou em quinto lugar no Billboard Year-End Hot 100 Singles de 1992, e foi certificado como Platina pela Recording Industry Association of America em 1992.

## Video
"Baby-Baby-Baby" tinha um vídeo mostrando o TLC no campus da Bowie State University e em seus dormitórios, onde elas fazem uma festa do pijama. Um dos cartazes diz "Proteção é prioridade".